# Campeonato Europeu Júnior de Atletismo de 1979
O Campeonato Europeu Júnior de Atletismo de 1979 foi a 5ª edição da competição de atletismo organizada pela Associação Europeia de Atletismo para atletas com menos de vinte anos, classificados como Júnior. O evento foi realizado no Estádio Zdzisław-Krzyszkowiak em Bydgoszcz na Polônia, entre 16 e 19 de agosto de 1979.  

## Resultados
Esses foram os resultados do campeonato. 

### Masculino
| Evento                       | Ouro                                                                                    | Ouro     | Prata                                                                                     | Prata    | Bronze                                                                               | Bronze   |
| ---------------------------- | --------------------------------------------------------------------------------------- | -------- | ----------------------------------------------------------------------------------------- | -------- | ------------------------------------------------------------------------------------ | -------- |
| 100 m                        | Thomas Schröder · Alemanha Oriental                                                     | 10.41    | Werner Zaske · Alemanha Ocidental                                                         | 10.43    | Mike McFarlane · Reino Unido                                                         | 10.43    |
| 200 m                        | Mike McFarlane · Reino Unido                                                            | 20.89    | Thomas Schröder · Alemanha Oriental                                                       | 21.11    | Francesco Tiziani · Itália                                                           | 21.17    |
| 400 m                        | Hartmut Weber · Alemanha Ocidental                                                      | 45.77    | Andreas Knebel · Alemanha Oriental                                                        | 46.45    | Melvin Fowell · Reino Unido                                                          | 46.63    |
| 800 m                        | Klaus-Peter Nabein · Alemanha Ocidental                                                 | 1:48.18  | Andreas Hauck · Alemanha Oriental                                                         | 1:48.85  | Dieter Elmer · Suíça                                                                 | 1:48.98  |
| 1.500 m                      | Graham Williamson · Reino Unido                                                         | 3:38.96  | Leonid Bruk · União Soviética                                                             | 3:39.95  | Peter Wirz · Suíça                                                                   | 3:42.66  |
| 3.000 m                      | Steve Cram · Reino Unido                                                                | 8:05.18  | Jürgen Mattern · Alemanha Oriental                                                        | 8:05.48  | Aleksandr Kuznetsov · União Soviética                                                | 8:07.77  |
| 5.000 m                      | Steve Binns · Reino Unido                                                               | 13:44.37 | Eddy De Pauw · Bélgica                                                                    | 13:52.19 | António Leitão · Portugal                                                            | 13:54.83 |
| 110 m com barreiras          | Frank Rossland · Alemanha Oriental                                                      | 14.09    | György Bakos · Hungria                                                                    | 14.23    | Georgiy Shabanov · União Soviética                                                   | 14.24    |
| 400 m com barreiras          | Georgios Vamvakas · Grécia                                                              | 50.67    | Sergey Chizhikov · União Soviética                                                        | 51.31    | Serge Guillen · França                                                               | 51.44    |
| 2.000 m com obstáculo        | Gaetano Erba · Itália                                                                   | 5:27.44  | Colin Reitz · Reino Unido                                                                 | 5:29.61  | Michael Längler · Alemanha Ocidental                                                 | 5:32.48  |
| 10 km marcha atlética        | Jozef Pribilinec · Tchecoslováquia                                                      | 41:04.71 | Erling Andersen · Noruega                                                                 | 41:12.80 | Jörg Pasemann · Alemanha Oriental                                                    | 42:31.04 |
| Revezamento 4 x 100 metros   | Alemanha Ocidental · Hans Fritzsche · Dieter Daniels · Herbert Mutschler · Werner Zaske | 39.86    | Reino Unido · Philip Cooke · Michael Powell · Phil Brown · Mike McFarlane                 | 40.06    | Itália · Alessandro Angelini · Francesco Tiziani · Ermanno Colombo · Carlo Simionato | 40.21    |
| Revezamento 4 x 400 metros   | Alemanha Ocidental · Thomas Giessing · Edgar Nakladal · Uwe Schmitt · Hartmut Weber     | 3:06.73  | União Soviética · Valeriy Lagutyenok · Sergey Melnikov · Fedor Vakhitov · Pavel Konovalov | 3:06.76  | Alemanha Oriental · Frank Hübner · Enrico Becker · Andreas Neuber · Andreas Knebel   | 3:07.35  |
| Salto em altura              | Dietmar Mögenburg · Alemanha Ocidental                                                  | 2.24 m   | Roberto Cerri · Itália                                                                    | 2.24 m   | Harald Ehlke · Alemanha Ocidental                                                    | 2.18 m   |
| Salto com vara               | Vladimir Polyakov · União Soviética                                                     | 5.40 m   | Aleksandr Krupskiy · União Soviética                                                      | 5.40 m   | Thierry Vigneron · França                                                            | 5.40 m   |
| Salto em distância           | Andrzej Klimaszewski · Polónia                                                          | 7.83 m   | Michael Rentz · Alemanha Oriental                                                         | 7.72 m   | Waldemar Golanko · Polónia                                                           | 7.58 m   |
| Salto triplo                 | Aleksandr Beskrovnyi · União Soviética                                                  | 16.47 m  | Viktor Gerassimenya · União Soviética                                                     | 16.45 m  | Mihai Ene · Roménia                                                                  | 16.15 m  |
| Arremesso de peso (6 kg)     | Remigius Machura · Tchecoslováquia                                                      | 18.34 m  | Andreas Horn · Alemanha Oriental                                                          | 18.30 m  | Sergey Kasnauskas · União Soviética                                                  | 18.03 m  |
| Arremesso de disco (1,75 kg) | Jürgen Schult · Alemanha Oriental                                                       | 56.18 m  | Sergey Kot · União Soviética                                                              | 55.44 m  | Ryszard Idziak · Polónia                                                             | 54.94 m  |
| Lançamento de martelo        | Igor Nikulin · União Soviética                                                          | 71.56 m  | Yuriy Pastukhov · União Soviética                                                         | 67.18 m  | Klaus Streckenbach · Alemanha Oriental                                               | 66.24 m  |
| Arremesso de dardo (6 kg)    | Joachim Lange · Alemanha Oriental                                                       | 78.78 m  | Yuriy Zhirov · União Soviética                                                            | 76.92 m  | Mitko Pavlov · Bulgária                                                              | 72.66 m  |
| Decatlo                      | Siegfried Wentz · Alemanha Ocidental                                                    | 7822 pts | Dietmar Jentsch · Alemanha Oriental                                                       | 7718 pts | Peter Hummel · Alemanha Oriental                                                     | 7506 pts |

### Feminino
| Evento                       | Ouro                                                                                      | Ouro     | Prata                                                                                      | Prata    | Bronze                                                                                      | Bronze   |
| ---------------------------- | ----------------------------------------------------------------------------------------- | -------- | ------------------------------------------------------------------------------------------ | -------- | ------------------------------------------------------------------------------------------- | -------- |
| 100 m                        | Kerstin Walther · Alemanha Oriental                                                       | 11.57    | Kirsten Siemon · Alemanha Oriental                                                         | 11.57    | Elke Vollmer · Alemanha Ocidental                                                           | 11.61    |
| 200 m                        | Kerstin Walther · Alemanha Oriental                                                       | 23.11    | Karin Verguts · Bélgica                                                                    | 23.41    | Natalya Bochina · União SoviéticaElke Vollmer · Alemanha Ocidental                          | 23.45    |
| 400 m                        | Dagmar Rübsam · Alemanha Oriental                                                         | 51.55    | Liliya Tuznikova · União Soviética                                                         | 51.68    | Marion Heilmann · Alemanha Oriental                                                         | 52.08    |
| 800 m                        | Marion Hübner · Alemanha Oriental                                                         | 2:01.21  | Birgit Brudel · Alemanha Oriental                                                          | 2:01.90  | Rossitsa Ekova · Bulgária                                                                   | 2:02.72  |
| 1.500 m                      | Irina Nikitina · União Soviética                                                          | 4:10.50  | Gunvor Hilde · Noruega                                                                     | 4:11.84  | Cristieana Cojocaru · Roménia                                                               | 4:12.14  |
| 100 m com barreiras          | Lena Spoof · Finlândia                                                                    | 13.24    | Silva Oja · União Soviética                                                                | 13.57    | Edith Oker · Alemanha Ocidental                                                             | 13.70    |
| Revezamento 4 x 100 metros   | Alemanha Oriental · Cornelia Kirsten · Kerstin Walther · Undine Hartmann · Kirsten Siemon | 43.95    | União Soviética · Yelena Malakhova · Galina Mikheyeva · Alla Kozlovskaya · Natalya Bochina | 44.59    | Alemanha Ocidental · Edith Oker · Elke Vollmer · Anke Köninger · Friedericke Vombohr        | 44.84    |
| Revezamento 4 x 400 metros   | Alemanha Oriental · Kerstin Cattus · Marion Hübner · Marion Heilmann · Dagmar Rübsam      | 3:31.68  | Alemanha Ocidental · Petra Krützmann · Anke Zelgert · Friedericke Vombohr · Rita Daimer    | 3:35.39  | União Soviética · Lyubov Kiryukhina · Aldona Mendzoryte · Marina Ivanova · Liliya Tuznikova | 3:35.47  |
| Salto em altura              | Kerstin Dedner · Alemanha Oriental                                                        | 1.87 m   | Katrin Buck · Alemanha Ocidental                                                           | 1.87 m   | Barbara Simmonds · Reino Unido                                                              | 1.84 m   |
| Salto em distância           | Helga Radtke · Alemanha Oriental                                                          | 6.47 m   | Sabine Everts · Alemanha Ocidental                                                         | 6.46 m   | Sue Hearnshaw · Reino Unido                                                                 | 6.46 m   |
| Arremesso de peso (6 kg)     | Liane Schmuhl · Alemanha Oriental                                                         | 18.33 m  | Simone Rudrich · Alemanha Oriental                                                         | 17.12 m  | Yelena Kozlova · União Soviética                                                            | 16.59 m  |
| Arremesso de disco (1,75 kg) | Irina Meszynski · Alemanha Oriental                                                       | 60.30 m  | Silvia Madetzky · Alemanha Oriental                                                        | 56.88 m  | Tsvetanka Khristova · Bulgária                                                              | 54.76 m  |
| Lançamento de dardo          | Fatima Whitbread · Reino Unido                                                            | 58.20 m  | Katrin Strobel · Alemanha Oriental                                                         | 58.02 m  | Antoaneta Todorova · Bulgária                                                               | 57.76 m  |
| Pentatlo                     | Sabine Everts · Alemanha Ocidental                                                        | 4594 pts | Silva Oja · União Soviética                                                                | 4424 pts | Anke Vater · Alemanha Oriental                                                              | 4322 pts |

## Quadro de medalhas
| Ordem | País               | Medalha de ouro | Medalha de prata | Medalha de bronze | Total |
| ----- | ------------------ | --------------- | ---------------- | ----------------- | ----- |
| 1     | Alemanha Oriental  | 14              | 11               | 7                 | 32    |
| 2     | Alemanha Ocidental | 7               | 4                | 5                 | 16    |
| 3     | Reino Unido        | 5               | 2                | 4                 | 11    |
| 4     | União Soviética    | 4               | 12               | 6                 | 22    |
| 5     | Tchecoslováquia    | 2               | 0                | 0                 | 2     |
| 6     | Itália             | 1               | 1                | 2                 | 4     |
| 7     | Polónia            | 1               | 0                | 2                 | 3     |
| 8=    | Finlândia          | 1               | 0                | 0                 | 1     |
| 8=    | Grécia             | 1               | 0                | 0                 | 1     |
| 10=   | Bélgica            | 0               | 2                | 0                 | 2     |
| 10=   | Noruega            | 0               | 2                | 0                 | 2     |
| 12    | Hungria            | 0               | 1                | 0                 | 1     |
| 13    | Bulgária           | 0               | 0                | 4                 | 4     |
| 14=   | Roménia            | 0               | 0                | 2                 | 2     |
| 14=   | Suíça              | 0               | 0                | 2                 | 2     |
| 16    | Portugal           | 0               | 0                | 1                 | 1     |